# Que le ciel s'entrouvre
Que le ciel s'entrouvre (titre original : It Opens the Sky Title Record) est une nouvelle de Theodore Sturgeon publiée pour la première fois dans le magazine Venture Science Fiction (en) en novembre 1957.
Le récit évoque les aventures d'un jeune homme qui accepte de travailler pour un milliardaire et qui verra sa vie profondément remise en question.
La nouvelle relève du space opera, ce qu'il convient de souligner compte tenu de sa date de parution, à un moment où la conquête spatiale n'existait quasiment pas.

## Parutions

### Parutions aux États-Unis
La nouvelle est parue initialement aux États-Unis dans le magazine Venture Science Fiction (en) en novembre 1957.

### Parutions en France
La nouvelle a notamment été publiée dans l'anthologie Méduse composée par Marianne Leconte, publiée en 1978 aux éditions Librairie des Champs-Élysées.

### Parutions dans d'autres pays occidentaux
La nouvelle a aussi été publiée :
- en 1964 en langue italienne sous le titre La chiave del cielo ;
- en 1979 en langue allemande sous le titre Der Himmel öffnet sich ;
- en 1990 en langue russe sous le titre Ключ от неба.

## Résumé
Sur Terre, Deeming est une jeune portier d'hôtel à la vie terne et banale. Parfois la nuit, il devient « Jimmy-la-Touche », un voleur qui dérobe des objets appartenant aux clients fortunés de l’hôtel. La ville et la planète sont tenues sous surveillance par les « Anges », êtres puissants et bienveillants qui enseignent l'amour du prochain. Il déteste les Anges et les défie en effectuant ses larcins, quoiqu'il n'y trouve qu'une satisfaction limitée. Un jour, un homme qui dit être le milliardaire Richard Rockhard vient à sa rencontre. Après lui avoir prouvé qu'il sait tout de la vie officielle de Deeming mais aussi de sa vie de voleur, l'homme lui propose, moyennant une récompense colossale, de récupérer son fils Donald. Ce dernier a enfreint la loi des Anges en se rendant sur la « planète proscrite » Revelo pour y faire des recherches archéologiques. Donald ignore que dès qu'il sortira de l'atmosphère de la planète, il sera tué en raison d'un mécanisme de protection installé par les Anges et qu'il n’a pas à bord de son vaisseau.
Deeming accepte la proposition alléchante, quoique dangereuse, de Rockhard. Il se rend sur la planète Ybo sur laquelle sont conservées les coordonnées de la planète Revelo. Là, il y fait la rencontre de l'adolescente Tandy qui, involontairement, l’aide à entrer dans le bureau de l'ange gardien des coordonnées. Deeming assomme l'ange et Tandy, s'empare des coordonnées et s'enfuit. Au cours de son trajet vers Revelo, il apprend par la radio spatiale que le milliardaire Richard Rockhard vient d'être arrêté pour corruption, fraude fiscale, détournements divers, et que l'intégralité de la fortune du milliardaire a été mise sous séquestre. Deeming se demande ce qu’il doit faire : continuer le contrat malgré les risques encourus, ou se cacher et vivre le restant de sa vie de l'acompte généreux versé par Rockhard ? Il choisit la première solution et se rend sur Revelo. Là, il y trouve le vaisseau spatial de Donald Rockhard. À l'intérieur se trouve une forte somme d'argent, un document avec code secret permettant à son porteur de changer d'aspect à volonté, et des jetons permettant d'atteindre n'importe quelle planète hors de la portée des Anges. Bien que tenté de s'emparer de ce trésor et de « laisser tomber » Donald, Deeming décide de terminer le contrat : il installe sur le vaisseau le système permettant de bloquer le mécanisme de protection installé par les Anges dans l'atmosphère de la planète.
C'est alors qu'apparaît Donald. Une discussion a lieu entre les deux hommes. Donald remercie Deeming de son aide et quitte la planète. Deeming reste seul, à réfléchir sur sa vie et son destin. C'est alors qu'apparaît l'Ange qu'il a paralysé peu de temps auparavant sur la planète Ybo. Une longue conversation a lieu entre eux. Deeming apprend notamment que les Anges sont des êtres humains qui consomment de manière modérée et constante le Yinyang, considéré habituellement comme une drogue qui amène à la déchéance physique et intellectuelle. Les Anges savent comment consommer cette drogue de manière à leur donner d'immenses pouvoirs physiques, moraux, télépathiques et intellectuels. L'Ange recense toutes les bonnes actions que Deeming a faites ces dernières années : les victimes des vols n'avaient pas besoin des objets volés ; Deeming a fait du bien autour de lui avec les sommes récoltées ; quand il a quitté la Terre, il a restitué à la victime l'objet qu'il lui avait volé ; il n'a pas tué l'Ange ni Tandy sur Ybo alors qu'il aurait pu le faire sans difficulté pour faire taire des témoins gênants ; il a continué le contrat avec Rockhard alors que ce dernier ne pouvait plus le rémunérer ; il ne s'est pas emparé du vaisseau spatial de Donald malgré les richesses qu'il contenait, et n'a d'ailleurs ni tué Donald ni empêché ce dernier de quitter Revelo. L'Ange révèle aussi à Deeming que le jeune homme était surveillé depuis plusieurs années, que Richard Rockhard n'a jamais existé ainsi que Donald (des prête-noms agissant comme comédiens). De bout en bout, Deeming a été testé : il peut, s'il le souhaite, devenir un Ange. Pas forcément aujourd'hui, mais au jour qu’il choisira. Deeminh, interloqué par ces révélations, explique que, pour l'instant, il ne veut pas devenir un Ange et qu'il veut vivre sa vie. Interrogé sur le lieu où il aimerait vivre, Deeming répond qu'il souhaiterait revoir l'adolescente Tandy dont il est tombé amoureux, mais de telle manière qu'elle ne soit pas rebutée par lui. L'« Ange recruteur » met au point un plan : Deeming est présenté devant Tandy comme étant un homme qui a agi pour de nobles motifs. La jeune fille tombe amoureuse de Deeming. La nouvelle se termine par quelques phrases indiquant que Deeming vécut longtemps avec Tandy et qu'ils eurent une vie heureuse et parfaite. Ils eurent des enfants et des petits enfants. Et après la mort de Tandy, Deeming se dit qu'il est désormais prêt à devenir un Ange : il contacte alors l'« Ange recruteur » à cette fin.

## Compléments